# Eucharitidae

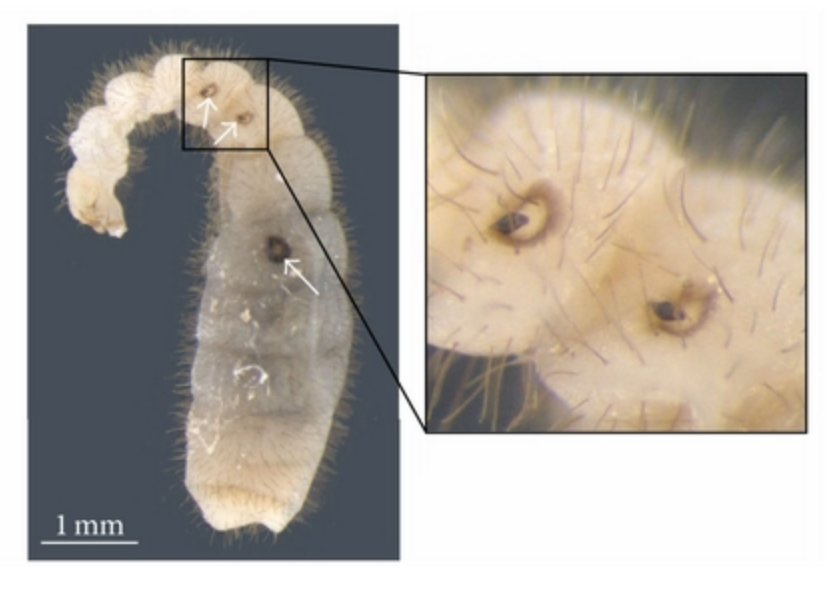
Larva de hormiga con varias larvas de Latina rugosa adheridas (ver ampliación)

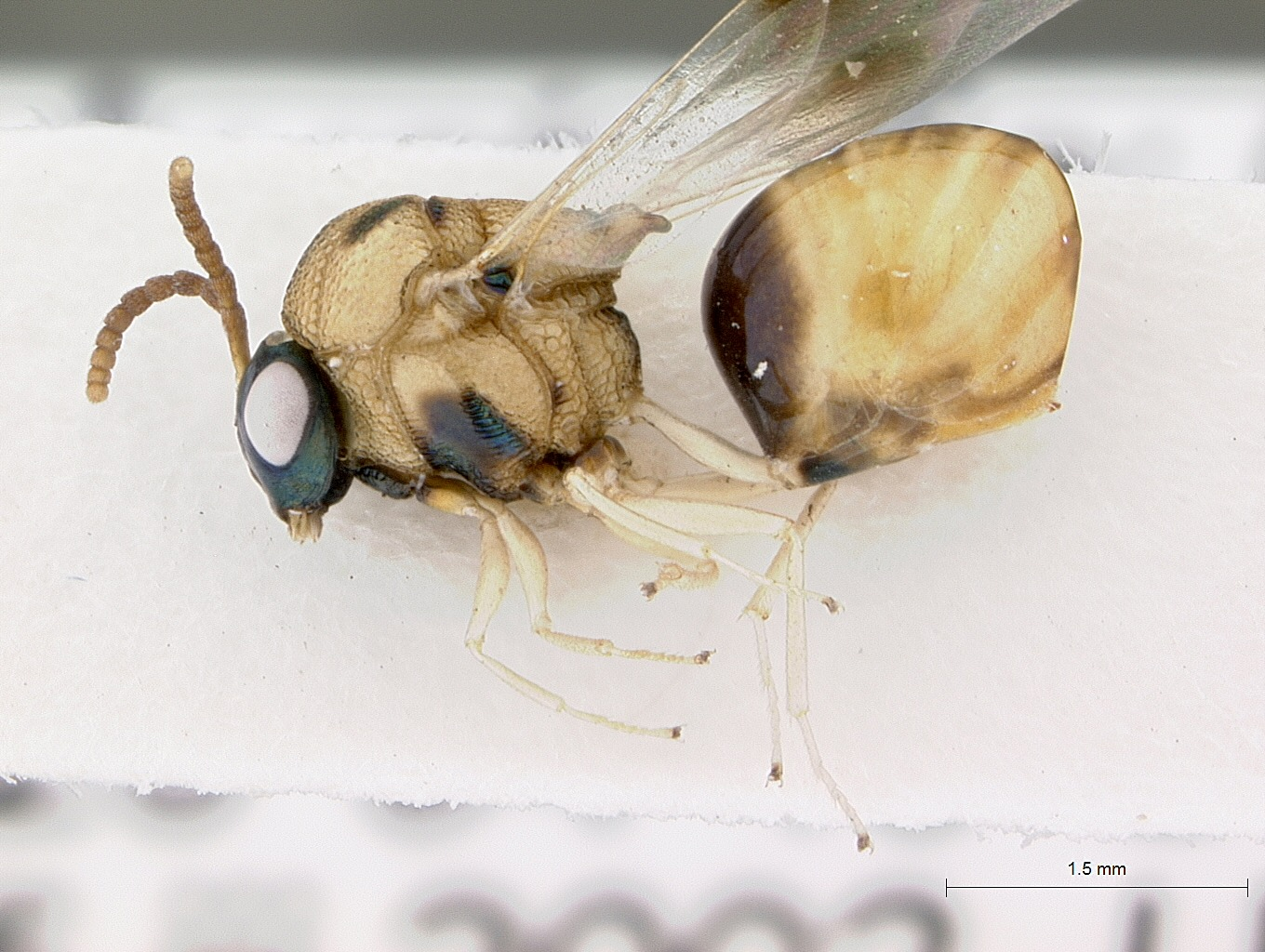
Stilbula quinqueguttata de Australia

Eucharitidae es una familia de avispas parasíticas dentro de la superfamilia Chalcidoidea. Cuenta con tres subfamilias: Oraseminae, Eucharitinae y Gollumiellinae. La mayoría de los 55 géneros y 417 especies pertenecen a las subfamilias Oraseminae y Eucharitinae, y se encuentran en las regiones tropicales.
Las avispas eucarítidas son parasitoides especializados de hormigas, es decir que cada especie generalmente parasita a las hormigas de un solo género. Son unos de los pocos parasitoides que pueden alimentarse de hormigas a pesar de los excelentes sistemas defensivos que los miembros de este grupo han desarrollado. Este parasitismo tiene lugar en todo el curso del año, pero sobre todo durante los meses cálidos y húmedos. Sin embargo, la cantidad de parasitismo parece que depende sobre todo del tamaño de la colonia de hormigas y del número de pupas que les sirven de huéspedes.

## Anatomía
La mayoría miden entre 2 y 5,5 mm de largo y tienen colores metálicos o negros. Las antenas de la mayoría de las especies tienen 13 segmentos o menos pero algunas tienen hasta 26.
Los rasgos anatómicos sobresalientes son:
- El prepectus está en el mismo plano y fusionado con el pronoto.
- El pronoto es chico y oculto dorsalmente por la cabeza.
- El gáster es generalmente chico y con un pecíolo muy largo.
- La vena marginal del ala anterior es moderadamente larga; las venas postmarginales son extremadamente cortas.
- Tamaño entre 2 y 5,5 mm de longitud.[7]

## Ciclo vital
Las hembras eucarítidas depositan hileras de huevos en tejido vegetal como en hojas y tallos, a una distancia de las colonias de hormigas. Los huevos son blancos, translúcidos de 0,19 mm de largo y 0,08 de ancho. Son elípticos, con un lado aplastado. Cuando los huevos maduran se vuelven más oscuros, castaños, y después de diez días las larvas hacen eclosión. Las larvas tienen buena movilidad y encuentran la forma de ser transportads por hormigas hasta la colonia. Este tipo de larvas recibe el nombre de planidio. Miden 0,13 mm y son capaces de trasladarse varios centímetros en una hoja pero no abandonan el grupo de huevos. Después de seis o siete días se adhieren a una hormiga que regresa al hormiguero; algunas veces se montan en otros insectos usándolos como huéspedes intermediarios. Una vez en el hormiguero emigran a una larva de hormiga. Algunas especies son parásitos internos, otras son externos; pero todas terminan su desarrollo como ectoparásitos. Estos estadios larvales carecen de las patas y movilidad del estadio temprano.
Se alimentan del huésped en forma limitada hasta que este entra en el estadio de pupa; entonces proceden a comer toda o la mayor parte de la pupa. Generalmente hay un solo parásito por hormiga, pero en algunos casos hay superparasitismo en que dos o hasta cuatro avispas emergen de un solo huésped. Una vez que emerge la avispa adulta, las hormigas la cuidan y alimentan como si fuera parte de la colonia. En algunos casos se han observado hormigas obreras ayudando a las avispas a emerger de las pupas. Las avispas no provocan agresión porque han adquirido el olor del hormiguero. La protección dura un tiempo, pero cuando el olor empieza a disiparse las avispas se apresuran a salir del hormiguero antes de ser atacadas y después proceden a aparearse.
Los adultos emergen del nido por la mañana; los machos salen primero. En la mayoría de los casos, los machos permanecen cerca del hormiguero formando enjambres a menos de un metro de altura. En cuanto emergen las hembras tiene lugar el apareamiento. En algunos casos, como en la especie Kapala terminalis, los machos esperan pacientemente en el follaje en las proximidades. En muchos casos los machos inician el apareamiento antes de que las hembras hayan tenido oportunidad de volar, y aún en ciertos casos el apareamiento tiene lugar dentro del hormiguero. Despuésdel apareamiento, las hembras ponen huevos ese mismo día. Cada hembra puede poner entre 1.000 y 10.000 huevos.

## Subfamilias
El número de subfamilias de Eucharitidae ha cambiado varias veces, pero la clasificación más aceptada incluye 3 subfamilias: Oraseminae, Eucharitinae y Gollumiellinae.

### Oraseminae

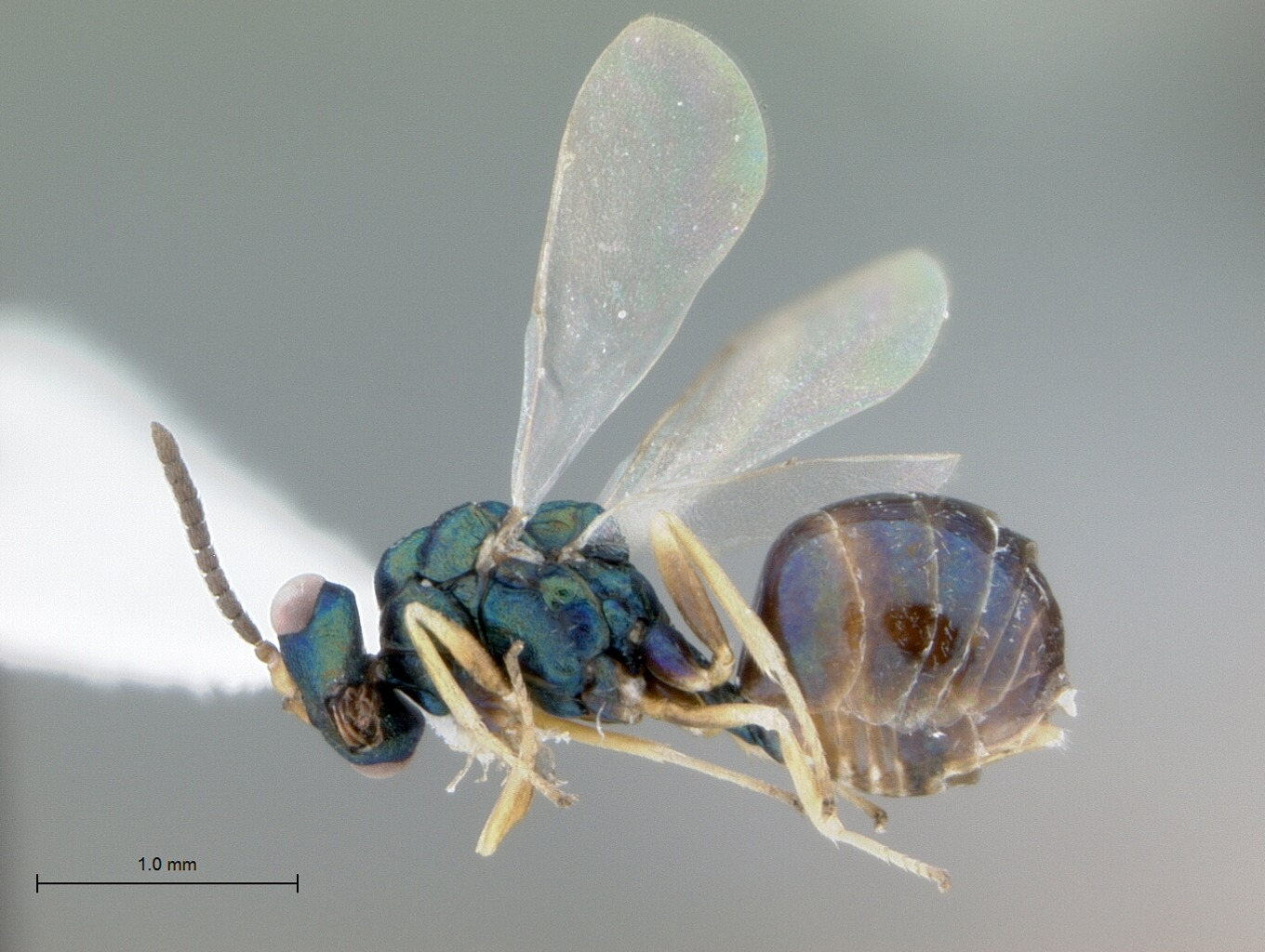
Orasema simplex de Argentina

Las avispas Oraseminae parasitan hormigas del género Pheidole (Myrmicinae) y también Solenopsis del sur de Sudamérica y la hormiga de fuego del Caribe (Wasmannia auropunctata). Se las encuentra en regiones tropicales como Costa Rica, Ecuador, Brasil y Argentina. También son nativas de Texas, Florida, Massachusetts, Delaware, y Colorado.
La hembra hace una incisión en el borde o en la superficie inferior de una hoja en donde deposita un huevo . En algunos casos usan los brotes o tallos de las plantas. A veces depositan huevos en plantas que no son visitadas por hormigas y en tales casos las larvas necesitan trepar a un insecto intermediario que más tarde es atacado por las hormigas, y de esa forma llegan al huésped. En promedio, el desarrollo desde larva planidio a pupa lleva 8,2 días.

### Eucharitinae
Eucharitinae son parásitos de las familias Ectatommatinae, Ponerinae y Formicinae.
La hembra de Eucharitinae deposita hasta 4.500 huevos inmediatamente después de emerger del hormiguero. Deposita sus huevos en grupos de ocho a quince en los brotes de las plantas, en la superficie inferior de las hojas o en la piel de las frutas. Las larvas se montan en una hormiga y no usan huéspedes intermediarios. Algunas especies del género Kapala son capaces de saltar hasta 10 mm. Son ectoparásitos o parásitos externos de las hormigas y adquieren el olor de sus huéspedes como protección.

### Gollumiellinae
Gollumiellinae es una subfamilia pequeña. Su taxonomía es un poco incierta. Tienen la peculiaridad de adherir sus huevos al sustrato y conectarlos con una secreción hilachenta que se mantiene erecta. Esto atrae a las hormigas Paratrechina. Las larvas de esta familia se entierran en el tórax de su huésped y se alimentan allí. El resto de su ciclo vital es similar al de otros eucharítidos.
También existe una subfamilia australiana, Akapalinae que puede ser un taxón hermano de estas tres subfamilias.

## Control biológico
Las avispas eucarítidas son buenos candidatos para el control biológico de hormigas porque cada especie ordinariamente se especializa en una especie o género de hormigas. Tienen la desventaja de que pueden causar daño a las plantas donde depositan sus huevos; por ejemplo, el daño causado a las hojas de plantas de té reduce su valor económico. Además algunas eucarítidas no tienen mayor efecto en las poblaciones de hormigas.
A veces se usan especies de Orasema para el control de las hormigas, Solenopsis y Wasmannia auropunctata entre otras, porque no causan los daños ambientales de los plaguicidas. Por lo menos dos especies pueden servir como controles biológicos de hormigas que han sido introducidas y se han convertido en especies invasoras, por ejemplo en Norteamérica.